# براندون ناكاشيما
براندون ناكاشيما (مواليد 3 أغسطس 2001) هو لاعب تنس محترف أمريكي، أعلى تصنيف له في الفردي كان ال62 في نوفمبر 2021.

## روابط خارجية
- براندون ناكاشيما على موقع رابطة محترفي التنس (الإنجليزية)
- براندون ناكاشيما على موقع الاتحاد الدولي لكرة المضرب (الإنجليزية)
- براندون ناكاشيما على موقع خلاصة التنس.كوم (الإنجليزية)
- براندون ناكاشيما على موقع إي إس بي إن.كوم (الإنجليزية)